# Sammie Moreels
Sammie Moreels (* 27. November 1965 in Gent) ist ein ehemaliger belgischer Radrennfahrer, welcher von 1989 bis 1996 Profi war.

## Sportliche Laufbahn
1984 wurde Moreels Dritter bei den Belgischen Meisterschaften im Straßenrennen der Junioren. 1987 gewann er die 9. Etappe bei der Tour du Hainaut occidental und 1988 erreichte er neben einem Etappensieg beim Circuit Cycliste Sarthe noch zweite Plätze bei Gent–Wevelgem und bei Hasselt-Spa-Hasselt. 1989 wurde Moreels Profi beim Team Lotto. Im ersten Jahr konnte er neben den Siegen Platz 2 bei Paris–Camembert, Platz 4 bei der La Flèche Wallonne, Platz 5 bei Lüttich-Bastogne-Lüttich, Platz 6 bei Paris–Tours und Platz 8 bei den Wincanton Classic erwirken. Im zweiten Jahr konnte er Platz 2 beim Herinneringsprijs Dokter Tistaert und Platz 3 beim Grand Prix des Amériques sowie Platz 7 bei den Wincanton Classic erzielen. 1991 begann er im Frühjahr mit einem Sieg bei Cholet-Pays de Loire und einem Sieg beim GP du canton d'Argovie. Weitere Platzierungen waren ein zweiter Platz beim Grand Prix de Montreal, dritter Plätze beim Grand Prix de Wallonie, bei Mailand-Turin, der Piemont-Rundfahrt, fünfter Platz beim Rund um den Henninger Turm und ein neunter Platz bei der Lombardei-Rundfahrt. 1992 erwirkte er Platz 3 beim Grand Prix de Wallonie, Platz 4 bei der Tour du Haut Var, fünfte Platze bei der Vuelta a los Valles Mineros und den belgischen Meisterschaften im Straßenrennen. 1993 konnte er neben den beiden Siegen nur noch Platz 9 bei Paris–Brüssel vorweisen. Nachdem Moreels 1994 keine nennenswerte Platzierungen erzielt hatte, konnte er 1995 Platz 2 bei Cholet-Pays de Loire, Platz 3 bei Grand Prix d’Isbergues und Platz 10 beim Grand Prix de Wallonie erreichen. 1996 wurde er Zweiter beim Omloop Vlaamse Scheldeboorden, Siebter beim Omloop van het Waasland, Zehnter bei Le Samyn und Elfter bei Het Volk. Nach der Saison 1996 beendete er seine Karriere.
Von 2015 bis 2016 arbeitete Moreels als Sportlicher Leiter beim Team Vérandas Willems. Außerdem arbeitete Moreels in der Baubranche, als Tischler und aktuell (2025) als Angestellter in einer Ziegelei in Oudenaarde. Seit 2019 ist er stellvertretender Teamleiter beim Vereinsteam Alfasun Basso Team Flanders.

## Erfolge
1989
- Grand Prix d’Isbergues
- eine Etappe Tour du Vaucluse

1990
- eine Etappe Galicien-Rundfahrt

1991
- Cholet-Pays de Loire
- GP du canton d'Argovie

1992
- Trofeo Laigueglia

1993
- Kampioenschap van Vlaanderen
- eine Etappe Andalusien-Rundfahrt